# Pisticci
Pisticci est une commune italienne de la province de Matera, dans la région Basilicate.

## Administration
| Période                                  | Période | Identité | Étiquette | Qualité |
| ---------------------------------------- | ------- | -------- | --------- | ------- |
|                                          |         |          |           |         |
| Les données manquantes sont à compléter. |         |          |           |         |

### Hameaux
Marconia, Tinchi, Centro Agricolo, Casinello, Pisticci Scalo.

### Communes limitrophes
Bernalda, Craco, Ferrandina, Montalbano Jonico, Montescaglioso, Pomarico, Scanzano Jonico.

## Personnalités liées à la commune
- Ernesto Lapadula, architecte, y est né en 1902.
- GionnyScandal, rappeur, chanteur de pop punk et compositeur, y est né en 1991.